# Код Дурова
«Код Дурова. Реальная история „ВКонтакте“ и её создателя» — роман Николая Кононова о создателях крупнейшей в Европе социальной сети «ВКонтакте». Представляет собой эксперимент с жанром биографии и «биографическим расследованием» на стыке журналистики и эссе, основывается на избранных автором фактах и интервью

## Общая информация
Автор книги — на тот момент главный редактор ежедневного онлайн-издания Hopes&Fears, до того работавший в журнале Forbes и портале Slon.ru. Это вторая книга Кононова, — первой была «Бог без машины: Истории 20 сумасшедших, сделавших в России бизнес» о российских предпринимателях, построивших своё дело с нуля.
«Код Дурова» — первая изданная биография Павла Дурова.
Произведение представляет собой эксперимент с жанром биографии, своеобразным «биографическим расследованием» на стыке журналистики и эссе. Книга является достаточно документальной, основывающейся на избранных автором фактах и интервью.
В романе присутствуют многочисленные аллюзии и отсылки на американский фильм «Матрица» и роман Кена Кизи «Пролетая над гнездом кукушки», а также «Автостопом по галактике», тексты песен АукцЫона, Янки Дягилевой, Егора Летова, Бориса Гребенщикова.
Роман состоит из пяти глав, — пяти историй из жизни «Вконтакте», расположенных в хронологическом порядке от начала основания компании до переезда в Дом Зингера. Каждая глава начинается с лирического отступления длиной в абзац.

## История создания
Замысел книги родился ещё в период работы в «Форбсе», когда Кононов решил написать статью о русском интернет-гении.
Кононов опросил основателей ВКонтакте, всех участников событий и их знакомых, посещал их излюбленные места. Всего сделал около 30 интервью. Однако главный герой — Павел Дуров, наотрез отказался встречаться с журналистом из «Форбса», мотивируя это тем, что не хочет давать интервью «журналу про бабло». И все же беседа завязалась, вначале в интернете, а через два месяца произошла реальная встреча.
Работа над книгой заняла чуть больше года. В процессе написания книги автор встречался с многими выпускниками СПбГУ, бывшими коллегами Павла Дурова.
Первоначальный вариант обложки, изображавший Павла Дурова, показывающего неприличный жест со средним пальцем, был отклонён за месяц до выхода книги.

## Сюжет
Главный герой — студент филфака СПбГУ Павел Дуров, «человеколюбивый эгоист», родившийся в потомственной семье питерских интеллигентов. В детстве он учился в Италии, вернувшись на родину, попал в сильную школу для одарённых детей. В начале 2000-х годов он запускает форум spbgu.ru, с целью организовать общение всех студентов без исключения, независимо от факультета. В 2006 году Павел Дуров вместе с друзьями Вячеславом Мирилашвили и Ильёй Перекопским создаёт сайт «ВКонтакте», которому суждено стать самой крупной социальной сетью в Рунете и Европе. Важное место в романе занимает личность самого основателя Павла Дурова и его взаимоотношения с инвесторами, друзьями, государством.

## Экранизация
В 2012 году компания AR Films, основанная продюсером Александром Роднянским, приобрела права на экранизацию книги «Код Дурова». Изначально заявлялось, что фильм появится в прокате в 2014 году. При этом сам Дуров относился к экранизации негативно.
Позднее стало известно о замораживании проекта — компания «Нон-стоп продакшн» (входящая в AR Films) вернула Фонду кино 25 млн рублей, выделенных на экранизацию.
В сентябре 2021 года Роднянский заявил, что совместно со стриминговым сервисом Okko возвращается к работе над экранизацией, теперь в формате сериала.